# Шельфовый ледник Ронне
Ше́льфовый ледни́к Ронне — шельфовый ледник в Западной Антарктиде, между Землёй Палмера и Землёй Элсуэрта на западе и возвышенностью Беркнер и горами Пенсакола на востоке. До конца 1960-х годов считался единым образованием с шельфовым ледником Фильхнера.
Протяжённость с запада на восток составляет 600 км, с севера на юг — до 500 км. Высота в краевой части около 30 м, в центральной и тыловой частях — до 120 м; толщина льда соответственно 200 и 400—700 м. Приблизительно раз в 20 лет от края ледника откалываются гигантские айсберги (такой откол был в 1964 и в середине 1980-х годов).
Ледник впервые обследован с воздуха в 1947 году американской экспедицией Финна Ронне, и был назван шельфовым ледником Лесситера, а предполагаемая область за ледником — Землёй Эдит Ронне в честь супруги руководителя экспедиции. Впоследствии оказалось, что ледник гораздо крупнее предполагаемого и тот был переименован в шельфовый ледник Ронне.